# Теория сахарского насоса
Теория сахарского насоса — гипотеза, объясняющая, как флора и фауна мигрировала между Евразией и Африкой по Левантийскому сухопутному мосту. Теория указывает, что периоды обильных осадков продолжались много тысяч лет (влажный период) в Африке, что привело к фазе «влажной Сахары», во время которой существовало большое количество озёр и рек. Поэтому было большее разнообразие представителей флоры и фауны. Аридизация Сахары 1,8—0,8 миллиона лет назад привела к пересыханию в отдельных местах Нила, который, возможно, имел целостное течение только во время муссонов, но возможно другое объяснение прерывания течения Нила — подъём Нубийской возвышенности.

## Механизм
В периоды влажной, или «Зелёной Сахары», Сахара и Аравия были саваннами. Во время между плювиальными периодами территория Сахары возвращалась к состоянию пустыни, как правило, в результате южного прохождения западноафриканского муссона. Испарение превышало количество осадков, уровень воды в озёрах, вроде озера Чад, падал, и реки становились сухими вади. Флора и фауна, которая была широко распространена во время субплювиала, отступала на север, в Атласские горы, на юг, в Западную Африку, или на восток, в долину Нила, а оттуда — либо на юго-восток до Эфиопского нагорья и Кении, либо северо-восток, через Синай, в Азию. Это отделяло популяции некоторых видов в районах с различным климатом, заставляя их адаптироваться, что, возможно, привело к аллопатрическому видообразованию.

## Плиоцен—плейстоцен
Плио-плейстоценовые миграции в Африку происходили во время влажных периодов — Caprinae (ко́зьи) в два этапа: 3,2 миллиона лет назад и 2,7—2,5 миллиона лет назад; Nyctereutes (енотовидные собаки) 2,5 миллиона лет назад и Equus (лошади) 2,3 миллиона лет назад. Hippotragus (лошадиные антилопы) мигрировали 2,6 миллиона лет назад из Африки в Сивалик. Быки мигрировали в Европу и Азию.
Около 133—122 тысяч лет назад южная часть Сахары и Аравийская пустыня вступили в аббассианский плювиал, влажный период муссонов с увеличением осадков до 200—100 мм в год. Это позволило евразийской биоте мигрировать в Африку и наоборот. Рост сталактитов и сталагмитов (что требует дождевой воды) был обнаружен в Холь-Ю, Ашалиме, Эвен-Сид, Маале ха-Мейшар, Крексе, пещере Нагев Тзавоа. В районе пещер Кафзех и Схул в то время осадки достигали 600—1000 мм в год.
Области вокруг Красного моря были весьма засушливыми — до 140 и после 115 тысяч лет назад. Уменьшение аридизации произошло 90—87 тысяч лет назад, но количество осадков составило около 1/10 от периода 125 тысяч лет назад, когда наблюдался плювиальный максимум. Сталактиты и сталагмиты проявляются только в Эвен-Сид-2.
В южной части пустыни Негев сталактиты и сталагмиты не росли между 185—140 тысячелетиями, 110—90 тысячелетиями, а также после 85 тысячелетия, ни в течение большей части периода межледниковья, ледникового периода и голоцена. То есть южный Негев в этот период имел аридный климат.
Вообще в 60—30 тысячелетиях климат во многих частях Африки был аридным.

## Последний ледниковый максимум
Яркий пример «сахарского насоса» — это некоторое время спустя после последнего ледникового максимума: пустыня Сахара была больше, чем сейчас, а площадь тропических лесов значительно меньшей. В течение этого периода снижение температуры сократило размеры ячейки Гадло, в которой скапливался тропический воздух с экваториальной конвергентной зоны (ЭКЗ), приносящий дожди в тропики, а сухой воздух направлялся примерно до 20° северной широты и двигался обратно к экватору, принося пустынный климат в этот регион. В ходе этого процесса ветер переносил большое количество пыли, которая оседала в северной части тропической Атлантики.
Около 12 500 лет до н. э. количество пыли в отложениях осцилляций Бёллинг-Аллерёд внезапно падает, показывая весьма влажные условия в Сахаре, с указанием осцилляции Дансгора-Эшгера (внезапное потепление сопровождается медленным охлаждением климата). Увлажнение климата Сахары началось около 12 500 года до н. э., с расширением экваториальной конвергентной зоны на север в северном полушарии летом, в результате чего в Сахаре установился влажный климат (Неолитический субплювиал), который (за исключением короткого сухого периода связанного с поздним дриасом) достиг максимума в голоценовый климатический оптимум — климатическую фазу около 4000 года до н. э., когда в средних широтах температура была на 2—3 °C выше, чем в оптимуме. Анализ отложений в дельте Нила также показывает, что в этот период было большее количество осадков в истоках Голубого Нила, то есть на Эфиопском нагорье. Это было обусловлено главным образом сильными муссонами в субтропических регионах, которые влияли на Индию, Аравию и Сахару. Озеро Виктория, которое перед этим вошло в водосбор Белого Нила, почти пересохло в 15-м тысячелетии[уточнить].
Внезапный сдвиг экваториальной конвергентной зоны на юг связывают с событием Хайнриха (внезапное охлаждение, сопровождающееся медленным потеплением), которое было связано с изменениями цикла Эль-Ниньо и привело к быстрому высыханию Сахары и Аравии, которые быстро опустынились. С этим событием связано и известное уже из письменных источников заметное уменьшение масштабов разливов Нила между 2700 и 2100 годами до н. э.